# Гільдеґарда Бінгенська

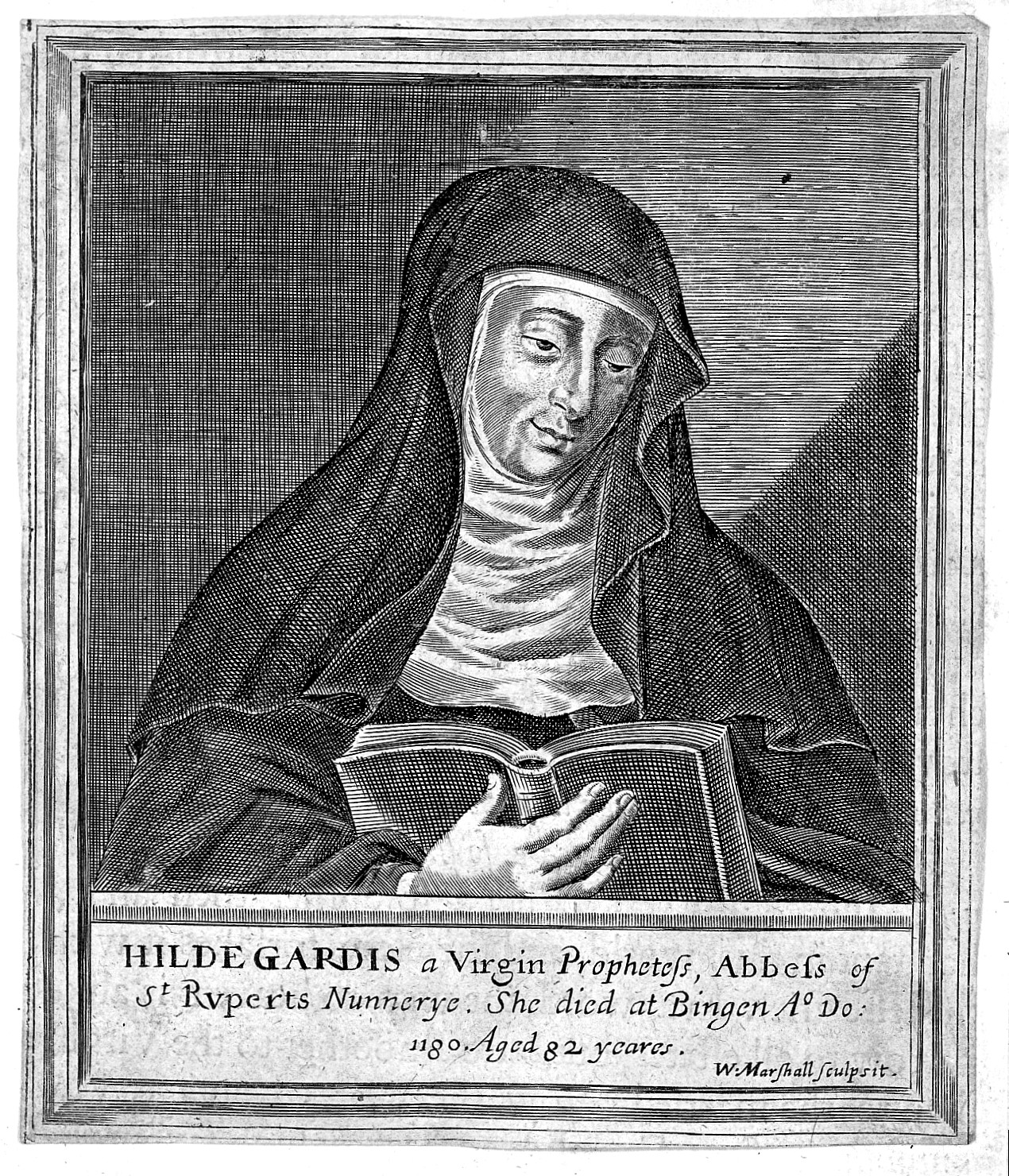

Гільдеґарда Бінгенська (нім. Hildegard von Bingen; лат. Hildegardis Bingensis; 1098, Бермерсгайм — 17 вересня 1179, Бінген), також відома як Свята Гільдеґарда — німецька ерудитка, мисткиня і наставниця, артистка, письменниця, драматург, лінгвістка, натуралістка, філософ, лікарка, поетеса, політична консультантка, пророчиця, провидиця та композиторка (перша, чия біографія нам відома), створила мову Lingua Ignota. Її твір «Ordo Virtutem» — одна з перших знаних літургічних драм. Гільдеґарда писала теологічні, натуралістичні, ботанічні, медичні та дієтологічні тексти та листи, літургічні пісні, поеми, також написала першу п'єсу про моральність, що дійшла до наших часів.
Заснувала дві жіночі общини (у Рупертсберґу 1150 року та в Айбінґені (нім. Eibingen) 1165 року в третій чверті XII століття. Зараз згадується як абатиса (або настоятелька монастиря), хоча не мала цього статусу за життя, перебуваючи під юрисдикцією абата її рідного монастиря у Дізібоденберзі (нім. Disibodenberg).
Біографка святої Кармен Асеведо Батчер описувала Гільдеґарду Бінгенську як ерудитку в публікації 2007 року: «Гільдеґарда Бінґенська: Духовний Читач» (Hildegard of Bingen: A Spiritual Reader)

## Біографія
Гільдеґарда народилась десятою дитиною у сім'ї вільних дворян, яка була на службі у графа Шпонгайма (нім. Sponheim), наближеного до Гогенштауфенського (нім. Hohenstaufen) імператора. Вона була хворобливою з народження. З молодих літ Гільдеґарда переживала видіння. Можливо, через це, або через політичну вигоду, так як її батьки віддали восьмирічну дочку як десятину церкві. Гільдеґарда була віддана під опікунство Юти фон Шпонгейм до церкви на околиці Дізібоденбергського (Disibodenberg) монастиря у землі Рейнланд-Палатінейт (нім. Rhineland-Palatinate), що зараз є одним із регіонів Німеччини. Фон Шпонгейм була надзвичайно популярною наставницею та мала багато наступників-монастирів, розквітлих навколо неї.
По смерті Юти, у 1136 році, Гільдеґарда одностайно обрана «магістром», лідеркою сестринської общини. Вибори привели до важливого переїзду двадцяти членкинь її общини до новоствореного нею монастиря Святого Рупертсберґа (нім. Saint Rupertsberg) у Бінґені (Bingen), що на Рейні, у 1150 році. Але попри на те, що Гільдеґарда була духовною наставницею в общині, її ніколи не визнавали як настоятельку. Її община у Рупертсберзі та Айбінґені залишалась під юрисдикцією Бенедиктинського монастиря у Дізібоденберзі. Фольмар (Volmar), настоятель Гільдеґарди, також обіймав посаду управителя, тобто представника абата.
Гільдеґарда розуміла, що тримати видіння при собі буде мудрим рішенням, та довіряла їх лише Юті, яка переказувала їх Фольмару, що був Гільдеґардиним учителем, а згодом писарем. Протягом усього життя Гільдеґарда переживала численні видіння. У 1141 році вона отримала Боже провидіння: «Запиши усе, що ти побачиш та почуєш». Вона вагалась, чи записувати, та невдовзі фізично захворіла. У першому теологічному творі «Scivias» або «Знай Шляхи» (англ. Know the Ways) Гільдеґарда описала свою внутрішню боротьбу:
Я не послідувала негайно цій команді. Власні сумніви робили мене невпевненою. Я аналізувала думки інших стосовно мого рішення та відсіяла від себе свою власну думку. Та врешті-решт я відкрила, що була настільки хвора, що не могла навіть зійти з ліжка. Мені думалось, що цією хворобою Господь навчив мене слухати краще. Потім, коли мої друзі Річард і Фольмар підштовхнули мене писати, я почала записувати. Я почала писати цю книгу і отримала сили закінчити її так чи інакше за десять років. Ці видіння не були сфабриковані моєю власною уявою, ні моєю, ні чиєюсь ще. Я бачила їх, як я була у священних місцях. Вони — чудо Господнє. Вони — секрети Господа. Я записувала їх тому, що святий голос не припиняв говорити до мене, «Дивись і говори! Слухай і пиши!».
Яскраві описи фізичних відчуттів Гільдеґарди у сукупності з її видіннями неврологи, включаючи Олівера Сакса, визначають як ознаки мігрені, коли під час аури можуть виникнути подібні феномени.

## Політика

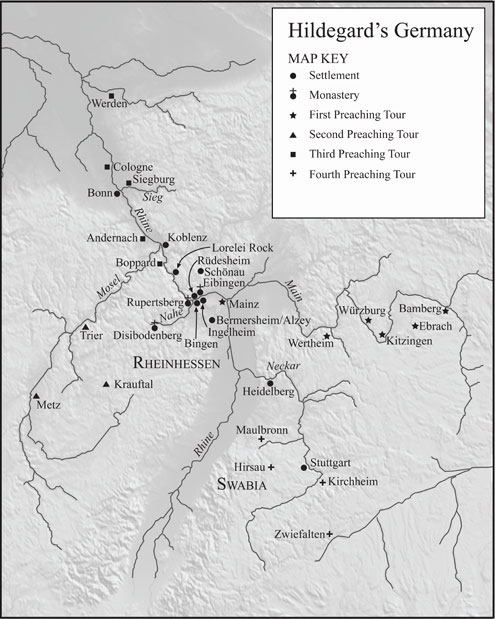
Гільдеґардина проповідницька подорож

Гільдеґарда була впливовою жінкою й підтримувала зв'язки зі священниками, серед яких Євгеній III та Анастасій IV, з такими видатними політиками як Абат Сюжер, з німецькими імператорами, як приміром, Фрідріх I Барбаросса, та іншими впливовими фігурами, такими як святий Бернард Клервоський. Останній сприяв її роботі за волею її настоятеля Куно у Трієрському синоді у 1147 та 1148 роках.
Низка абатів та абатис звертались до неї за молитвами та порадами на різноманітні теми. Гільдеґарда багато подорожувала під час чотирьох проповідницьких поїздок — це єдина жінка, що зробила подібне на той час.

## Музичні твори

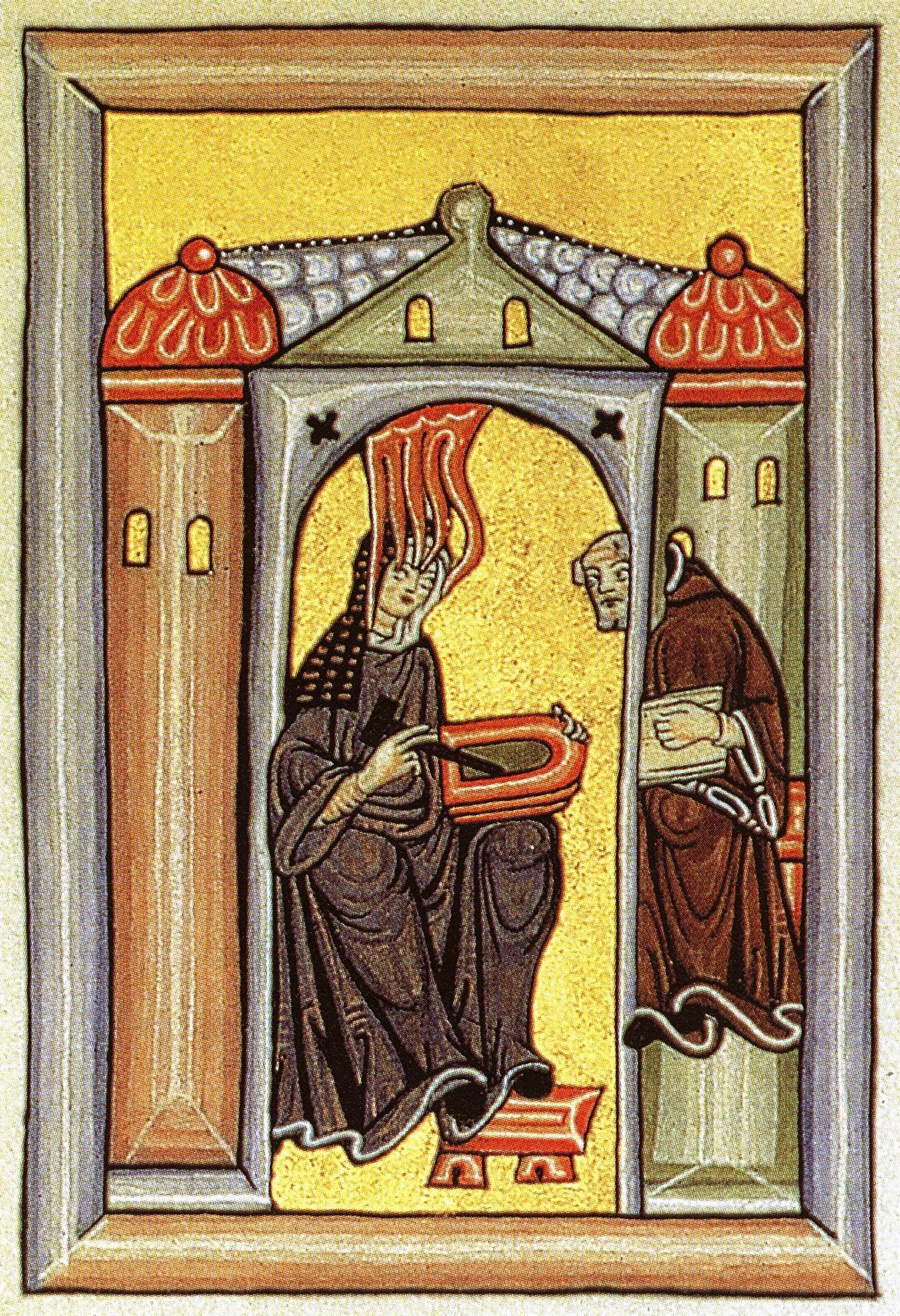
Світлина із Знання шляхів (Liber Scivias) показує, як Гільдеґарда отримує видіння та диктує його своєму писареві

В останні десятиліття увага середньовічної церкви до настоятельки викликала загальне зацікавлення Гільдеґардою, зокрема її музикою. Біля восьми композицій дійшли до наших часів, і це одна з найбільших збірок середньовічних композиторів.

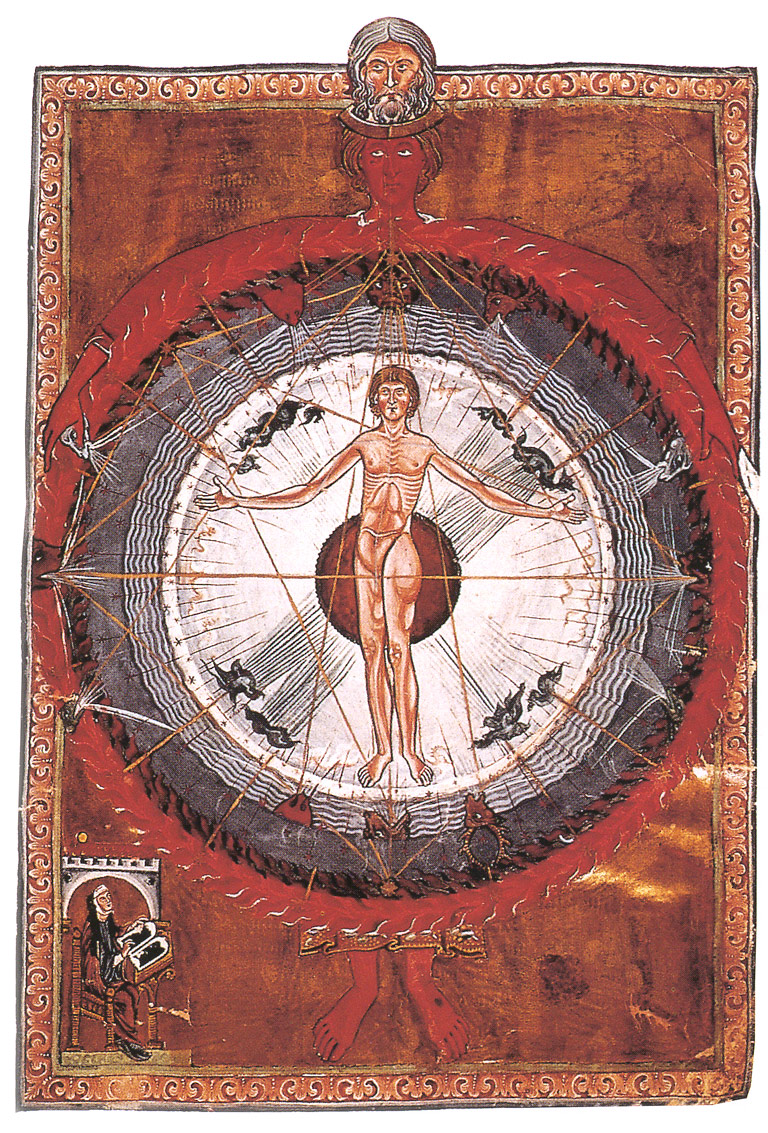
Liber Divinorum Operum

Серед найвідоміших робіт — «Церковна сила» («Ordo Virtutum») та «Гра Сил» («Play of the Virtues») — п'єси про моральність. Вони є прикладом рідкісного та раннього твору для жіночих голосів з однією чоловічою партією, що грає диявола, який через спотворену натуру не може співати. Ця велика музична робота була створена, як і більшість Гільдеґардиної музики, для релігійних церемоніальних концертів у виконанні черниць її монастиря. Заманливо заявляти, що така постановка була натхненням і основою того, що у майбутньому стало відоме як опера. Однак не схоже, що північно-італійські засновники оперного стилю були знайомі з роботами Гільдеґарди.
Гільдеґардина музика описується як монофонічна; вона складається з однієї мелодійної лінії, що розроблена для обмеження інструментального акомпанементу для високого сопрано. Гільдеґарда — це перший композитор, чия біографія нам відома.
Дехто пов'язує роботи Гільдеґарди із першоджерелами, що ведуть до розвитку оперної музики, проте виглядає дуже малоймовірним зв'язок між Гільдеґардою та засновниками оперної музики з Флорентійської камерати.

## Лінгвістична робота

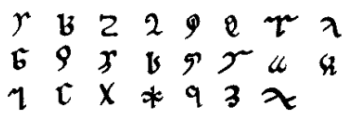
Алфавіт Гільдеґарди Бінґенської, Litterae ignotae, який вона використовувала для своєї мови Lingua Ignota

На додаток до музики, Гільдеґарда також писала медичні, ботанічні та геологічні трактати. Вона винайшла альтернативну абетку. Тексти її робіт привели її до використання у обігу цієї форми модифікованої середньовічної латини, включаючи багато вигаданих, об'єднаних та скорочених слів. Завдяки її винаходам нових слів для лірики та рукописам багато людей, що займаються синтезуванням нових мов (англ. conlangers), сприймають її як середньовічного першопочатківця.

## Релігійна діяльність та література
Гільдеґарда зібрала свої видіння у три книги. Перша і найважливіша «Scivias» або «Знай Шляхи» («Know the Ways») була завершена у 1151 році. «Книга заслуг життя» (Liber vitae meritorum або «Book of Life's Merits») та «Господня діяльність» (De operatione Dei або «Of God's Activities»), також відомі як «Книга робіт провидця» (Liber divinorum operum або «Book of Divine Works»). У цих томах, які писались аж до смерті у 1179 році, вона вперше описала кожне видіння та потім інтерпретувала їх. Розповідь про видіння була пишно прикрашена під її керівництвом, інтерпретацію видінь проводив монах Фольмар, додаючи зображення видінь. Інтерпретації зазвичай досить традиційно католицького походження. Книга була знаменита у середні віки та вперше видана в Парижі 1513 року.
У роботі «Scivias» («Know the Way») провидиця Гільдеґарда була однією з перших, хто інтерпретували звіра у Книзі Одкровення Івана Богослова як антихриста: постать, чиє зростання до вершин могутності можна було б порівняти із життям самого Христа, але у демонічній формі. Для Гільдеґарди джерело диявольської сили Антихриста лежало в юдаїзмі.
Гільдеґарда була однією з перших людей, до кого була застосована офіційна процедура канонізації, проте цей процес зайняв настільки багато часу, що чотири спроби канонізації (остання у 1244 році під проводом Інокентія IV), не були доведені до кінця, і вона залишилась на рівні зарахованих до блаженних (перший ступінь канонізації). Але, незважаючи на це, була віднесена деким до роду святих, а саме у Рейнланді в Німеччині.
Гільдеґардине ім'я внесене до списку святих у Римі наприкінці XVII століття. Її церковний день 17 вересня. Її парафіяльна церква та паломницький дім з її мощами, включно з вівтарем із вмурованими її земними речами, знаходиться у Айбінґені, що поблизу Рюдесгайму на Рейні.

## Медицина
Описані провидіння Гільдеґарди стверджували, що незайманість — це найвищий рівень духовного життя, проте вона також писала про мирське життя, включаючи материнство. Вона перша жінка, що написала трактат про жіночу сексуальність, даючи наукове пояснення жіночого оргазму.
Гільдеґарду вважають святою покровителькою хмелеводів. Хоча сама вона не вважала хміль рослиною, корисною для здоров'я, бо була впевнена, що він «викликає меланхолію, змушує людину сумувати і породжує тяжкість у внутрішніх органах».

## Пам'ять
Біографія Гільдеґарди належить перу двох ченців: Ґодфріда (Godfrid) і Теодоріка (Theodoric).
- 898 Гільдегард — астероїд, названий на честь святої[4].
- Вшанована на Поверсі спадщини Джуді Чикаго.
- Шведський фольк-роковий гур Garmarna випустив альбом «Hildegard von Bingen» (2001), що складається з інтерпретацій середньовічних праць Гільдеґарди.